# Щеулов, Виктор Иванович
Виктор Иванович Щеулов (род. 20.10.1922, Москва — 2011, там же) - российский военный и учёный, генерал-майор (1967), лауреат Ленинской премии (1970).
В РККА с 1940 года. Окончил Ленинградское артиллерийско-техническое училище (1941), Артиллерийскую академию им. Ф. Э. Дзержинского (1951, факультет реактивного вооружения).
Во время войны — в действующей армии в частях Ленинградского и 3-го Прибалтийского фронтов: начальник хранилища, отделения и отдела полевого армейского артиллерийского склада, капитан.
В 1951—1963 занимал должности от старшего инженера 4-го управления Главного артиллерийского управления до заместителя начальника Третьего управления Главного управления ракетного вооружения.
В 1963—1965 начальник Центра по руководству разработками и производством средств космического вооружения.
С 1965 — заместитель, с 1969 первый заместитель начальника Центрального управления космических средств. Генерал-майор (1967).
В 1973—1975 заместитель начальника командно-измерительного комплекса (КИК) по управлению искусственными спутниками Земли.
В 1975—1982 начальник Центрального автоматизированного комплекса КИК. В 1982—1983 заместитель начальника Главного научно-исследовательского центра Министерства обороны (1982—1983).
В 1983 году уволен из армии по возрасту. Работал в Институт космических исследований АН СССР.
Кандидат технических наук (1982).
Лауреат Ленинской премии (1970) — за создание метеорологической, космической системы, обеспечивающей с помощью ИСЗ «Метеор» получение и оперативную обработку глобальной метеорологической информации для нужд народного хозяйства.
Награждён орденами Трудового Красного Знамени (1959, 1961), Красной Звезды (1944, 20.04.1956, 30.12.1956, 1966), Отечественной войны 1 ст. (1985), За службу Родине в ВС СССР 3 ст. (1975) и медалями.